# Frank Barnett
Pour les articles homonymes, voir Barnett.
Frank Barnett, né le 20 juillet 1933 à Atlanta (Géorgie) et mort le 15 juillet 2016 à Knoxville (Tennessee), est un homme politique américain.

## Biographie
Frank Barnett est gouverneur des Samoa américaines du 1er octobre 1976 au 27 mai 1977.